# Lingua picena settentrionale
Il nome di lingua picena settentrionale (o lingua nord picena o lingua della stele di Novilara) individua convenzionalmente un idioma estinto,  del quale esistono quattro testimonianze scritte, risalenti al VI-V secolo a.C..
Le quattro iscrizioni sono state ritrovate nei dintorni dell'attuale Novilara, frazione di Pesaro. A dispetto del nome, non appare in relazione con il piceno diffuso nel sud della regione.

## Interpretazione

Disegno raffigurante la Stele di Novilara

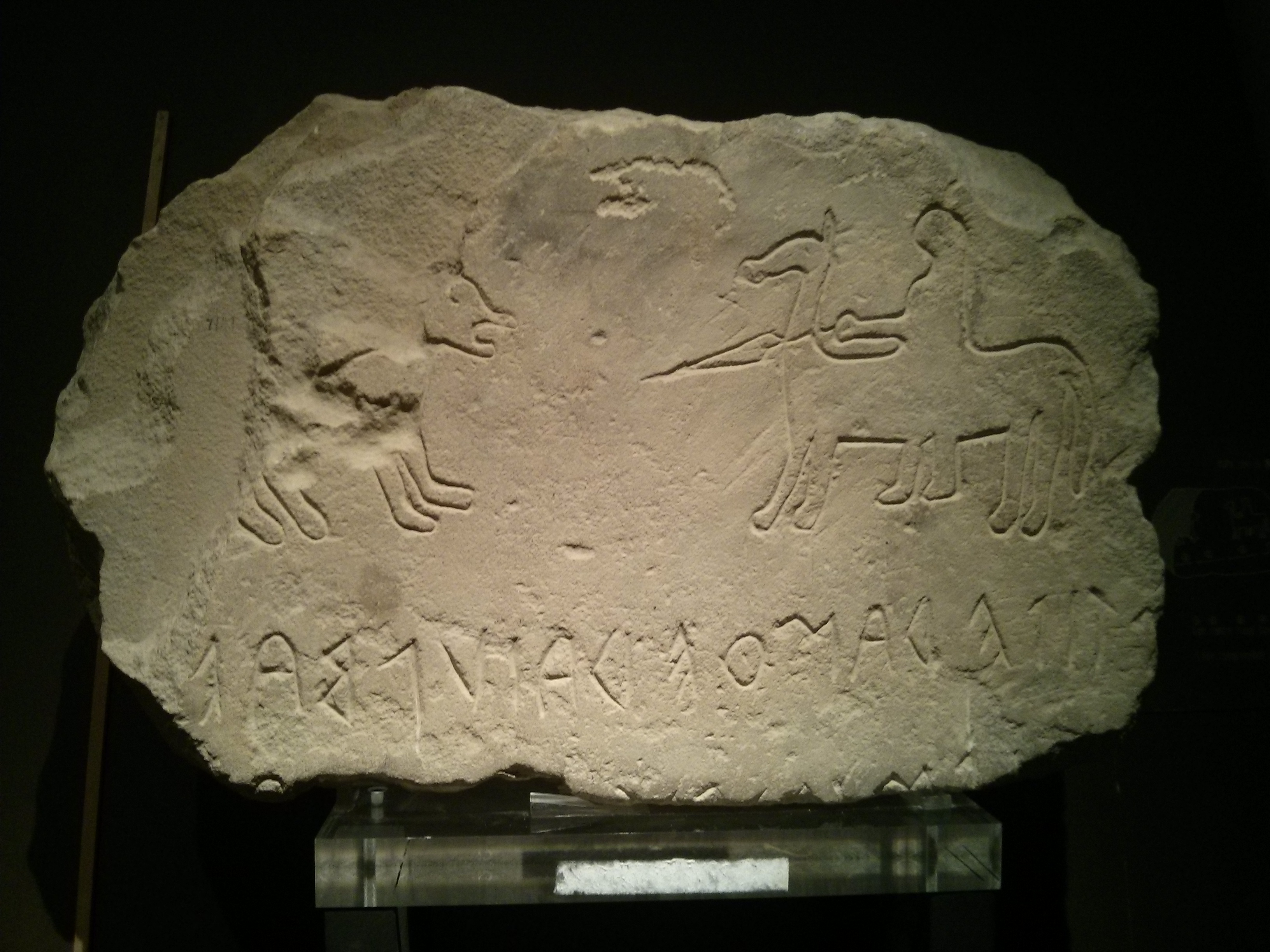
Stele figurata con iscrizione nella lingua di Novilara (Museo archeologico nazionale delle Marche).

Le iscrizioni nord-picene, anche nel nome, sono in contrapposizione con quelle sud-picene, attestate nell'area popolata dai Piceni. In base alla diversità tra la lingua picena settentrionale e quella meridionale, sarebbe perciò da sostenere la disomogeneità linguistica, o addirittura etnica, delle popolazioni che abitavano nell'Età del Ferro nelle attuali Marche, seppure non ci siano dubbi, dal punto di vista archeologico, che Novilara e le genti del nord delle attuali Marche appartenessero alla civiltà picena a tutti gli effetti. Questa contraddizione aumenta le incertezze sull'origine e sulla natura della lingua di Novilara.
La lingua di Novilara è scritta in un alfabeto che utilizza caratteri in gran parte sovrapposti a quelli più o meno comuni a tutti i popoli dell'Italia del tempo quali Etruschi, Umbri e Sanniti, mentre la lingua picena meridionale (o picena vera e propria), al contrario, presenta un alfabeto molto caratterizzato e riconoscibile, e non solo rispetto a quello di Novilara. 
Le iscrizioni in piceno settentrionale si riferiscono ad un corpus di quattro reperti chiamati convenzionalmente Iscrizioni di Novilara, sebbene di questi solo uno sia stato rinvenuto con certezza a Novilara (nei pressi di Pesaro), mentre gli altri sono stati tutti acquisiti indirettamente.
La lingua di Novilara è considerata una lingua non classificata, di origine non indoeuropea, le cui iscrizioni presentano fra loro notevoli conflittualità e contraddizioni, salvo alcune plausibili corrispondenze morfologiche di singole parole, al punto che ad oggi essa è rimasta in gran parte indecifrata.
Le contraddizioni tra le varie iscrizioni hanno portato ad analisi dei diversi studiosi una in conflitto con l'altra: non esiste un quadro condiviso di interpretazione dei testi. È stata avanzata a più riprese l'ipotesi della presenza di alcuni grecismi all'interno dei frammenti. Oltre alle influenze greco-arcaiche, sono state rilevate quelle etrusche, consistenti in plausibili corrispondenze lessicali, che pure non possono dimostrare una reale corrispondenza con l'etrusco.

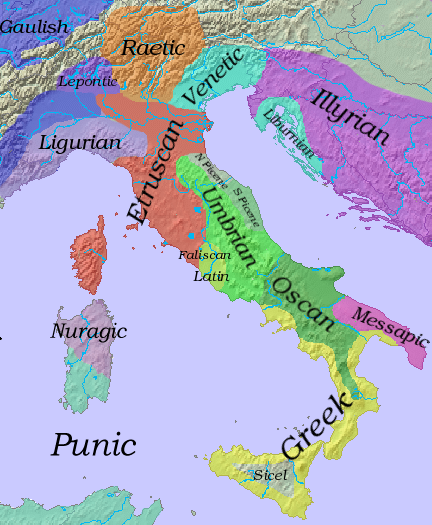
Le lingue parlate nella penisola italiana nell'Età del Ferro. Il nord piceno è segnalato nella zona di Novilara.

Dei tre reperti acquisiti tramite privati, il più importante è detto per antonomasia Stele iscritta di Novilara, conservata al Museo nazionale preistorico etnografico Luigi Pigorini di Roma. Essa presenta un alfabeto di venti caratteri, di cui quattordici sono comuni con l'alfabeto etrusco, tre con l'osco, uno col falisco.. Anche se questa enumerazione farebbe propendere a prima vista per l'etrusco, bisogna dire che l'alfabeto etrusco non ha nessuna lettera specifica e che al pari della iscrizione di Novilara, i segni dell'alfabeto etrusco si trovano, in numero e combinazioni diverse, anche in altri alfabeti italici, come l'osco, l'umbro, il falisco, il venetico e nella matrice di tutti questi alfabeti, che è il greco arcaico detto di tipo occidentale o euboico. Per di più nella più nota stele iscritta di Novilara mancano numerose lettere frequenti invece nell'epigrafia etrusca.

### Dubbi sull'autenticità delle iscrizioni
Ulteriori problemi d'interpretazione sono emersi analizzando distintamente le tre epigrafi rinvenute da privati rispetto alla stele di scavo, poiché è emerso che soltanto i tre reperti presentano incongruenze fra la loro datazione ed i caratteri paleografici da essi riportati. Inoltre, durante il Primo Congresso Internazionale Etrusco, nel 1929, è emersa l'ipotesi che le tre iscrizioni di provenienza privata, siano in realtà dei falsi.
Nel 2021 è stato edito uno studio che, se confermato, chiarirebbe tanti dubbi: in esso si afferma che sarebbe stato un antiquario fanese ottocentesco ad aver realizzato le iscrizioni di Novilara dubbie; l'attività di falsificazione dell'antiquario fanese sembra appurata dal ritrovamento di due false stele a Poggio Cinolfo (AQ), nel terreno di una casa di sua proprietà in cui si era ritirato dopo il pensionamento; il ritrovamento è avvenuto in occasione di lavori alla rete idrica di fronte all'edificio. Le stele di Poggio Ridolfo sono state ritrovate nel 1989; considerate dapprima come testimonianze autentiche di scrittura in lingua osca, riesaminate nuovamente dopo nel secondo decennio del Duemila, sono state ritenute delle contraffazioni.

## Alfabeto di Novilara
Si riporta di seguito l'alfabeto nordpiceno con il suono dell'alfabeto fonetico internazionale e la lettera dell'alfabeto latino corrispondente ad ogni lettera; la "M" aveva due varianti grafiche (a cinque tratti e a quattro tratti), entrambe riportate. Si tenga presente che nelle iscrizioni il verso di scrittura è da destra verso sinistra, il che spiega la forma di alcune lettere, che appare "rovesciata".

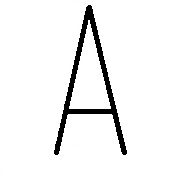
/a/ A
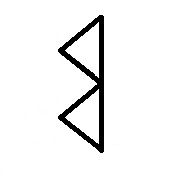
/b/ B
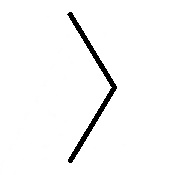
/tʃ/ - /dʒ/ C - G
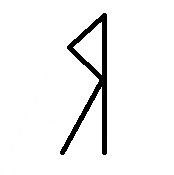
/d/ D
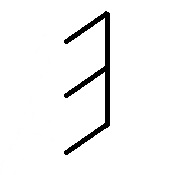
/e/ - /ɛ/ E
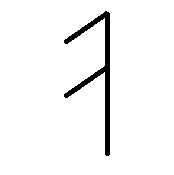
/v/ F
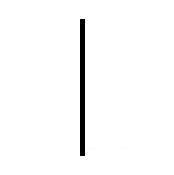
/i/ - /j/ I
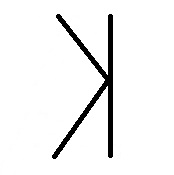
/k/ K
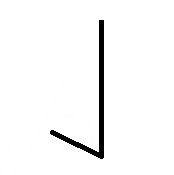
/l/ L
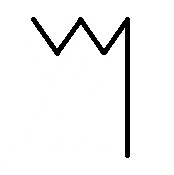
/m/ M
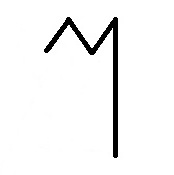
/m/ M (variante)
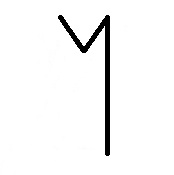
/n/ N
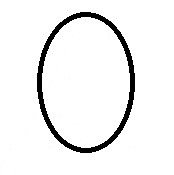
/o/ - /ɔ/ O
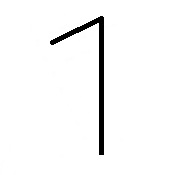
/p/ P
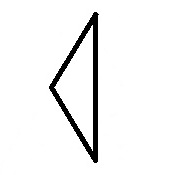
/r/ R
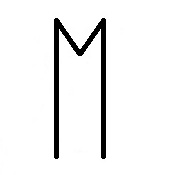
/s/ - /z/ S
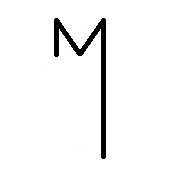
/ʃ/ Š
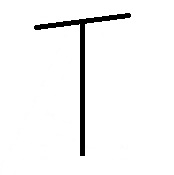
/t/ T
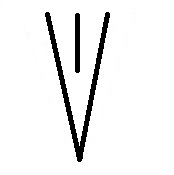
/u/ U
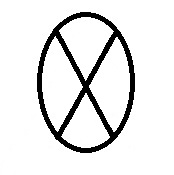
/ð/ TH

## La più nota stele iscritta di Novilara
La stele di Novilara è la più nota iscrizione picena settentrionale. Incisa in un alfabeto di almeno 20 lettere si sviluppa da destra a sinistra in 12 righe e reca la seguente scritta:
mimniś . erut . caareśtadeś

rotnem . úvlin . parten (.) úś

polem . iśairon . tet

šut . tratneši . krúś

tenac . trút . ipiem . rotneš

túiś . θalú . iśperion . vúl

teś . rotem . teú . aiten . tašur

śoter . meri/pon . kalatne

niś . vilatoś . paten . arn

úis . baleśtenac . andś . et

ut . iakut . treten . teletaú

nem . polem . tišu . śotriś . eúś